# Borousy
Borousy (ros. Бороусы) – wieś (dieriewnia) w Rosji, w obwodzie pskowskim, w rejonie pytałowskim. W 2010 liczyła 321 mieszkańców.